# 선연초등학교
선연초등학교는 대한민국 전라북도 군산시 옥서면 신오산길 188 (선연리)에 있었던 초등학교이다.

## 연혁
- 1962년 4월 5일 옥봉국민학교 선연분교장 개교
- 1971년 3월 1일 선연국민학교 승격
- 1984년 8월 1일 병설유치원 개원
- 1996년 3월 1일 선연초등학교로 개칭
- 2012년 3월 1일 옥봉초등학교로 통폐합